# Erdbeben von Taschkent 1966
Das Erdbeben von Taschkent am 26. April 1966 war eine Naturkatastrophe in der Sowjetunion. Es hatte sein Epizentrum im Zentrum der Stadt Taschkent und ereignete sich des Morgens um 5:23 Uhr Ortszeit. Es forderte acht Menschenleben und zerstörte die gesamte Stadt.

## Das Beben
In der Hauptstadt der Usbekischen Sozialistischen Sowjetrepublik lebte damals eine Million Menschen. Die erheblichen Schäden an der Bausubstanz wurden durch die geringe Tiefe des Erdbebenherds von rund 5 km verursacht. Auf einer Fläche von etwa zehn Quadratkilometern wurde durch überwiegend vertikale Stöße praktisch alles zerstört. Starke Schwingungen des Erdbodens mit einer Frequenz von um die 2,5 Hz dauerten etwa 11 Sekunden. Fachleute führen die ziemlich kleine Anzahl von Todesopfern auf das Ausbleiben verheerender horizontaler Erdstöße zurück. Selbst die baufälligen Lehmhäuser in der Altstadt stürzten größtenteils nicht ein, sondern wurden nur noch mehr ruiniert. Verletzte waren größtenteils Bewohner neuerer mehrstöckiger Wohnhäuser, die in Panik aus einem der oberen Stockwerke gesprungen waren. Hingegen von Wand- und Dacheinstürzen sowie von herabfallenden Bauteilen waren lediglich etwa ein Viertel der Verletzten betroffen. Bei Nachbeben gab es noch Todesfälle nach Herzinfarkten.

## Die Folgen
Mehr als 14 Quadratkilometer Wohnfläche, 236 Verwaltungsgebäude, rund 700 Einrichtungen des Handels und der öffentlichen Gastronomie, 26 kommunale Unternehmen, 181 Bildungseinrichtungen, 36 Kultureinrichtungen, 185 Häuser der medizinischen Versorgung und 245 Industriebauten wurden zerstört. In Taschkent lebten 78 000 Familien (mehr als 300 000 Menschen) ohne Obdach.
Bis 1970 wurde die Stadt komplett wiederaufgebaut. Das Großprojekt fand Unterstützung durch Bauleute aus der ganzen Sowjetunion. Manche neuen Viertel trugen lange Jahre die Namen der sowjetischen Städte, aus denen die tatkräftigen Helfer nach Taschkent angereist waren. Das änderte die ethnische Zusammensetzung der taschkenter Bevölkerung, weil viele der Helfer in der Stadt blieben.
In der Taschkenter Gedenkstätte Muschestwo (russ. Tapferkeit) wird an die Naturkatastrophe erinnert.

## Literarische Verarbeitung
Künstler nahmen das Naturereignis zum Thema:
- Begegnung mit der Zärtlichkeit[3] Film 1967 von Tatjana Liosnowa nach einer Erzählung von Alexander Borschtschagowski[4]
- Heute, Mama![5] phantastischer Roman von Sergei Lukjanenko und Juli Burkin (* 1960)[6] aus dem Jahr 1993.